# Gai Sal·lusti Crisp Passiè
Gai Sal·lusti Crisp Passiè (en llatí Gaius Sallustius Crispus Passienus) era un cavaller romà, marit d'Agripina i, per tant, padrastre de Neró.
Era un home de gran riquesa i distinció. L'any 42 va ser elegit cònsol. Va ser considerat tant per Sèneca el filòsof, com per Sèneca, el retòric un dels primers oradors del seu temps, especialment per la seva agudesa i subtilitat. Quintilià també parla d'ell amb gran estima i cita passatges dels seus discursos.